# Garé Barks
Margaret Wynnfred Barks, besser bekannt als Garé Barks (geboren als Margaret Wynnfred Williams, * 6. Dezember 1917 in Hilo, Hawaii; † 10. März 1993 in Grants Pass, Oregon),  war eine US-amerikanische Landschaftsmalerin. 

## Leben
Garé, die ohne den linken Unterarm geboren wurde, wuchs als Architektentochter auf Hawaii auf, floh aber nach dem Angriff auf Pearl Harbor mit ihrer Familie nach Südkalifornien. Anfang der 1950er Jahre fing sie beim Comiczeichner und -autor Carl Barks an, dessen Zeichnungen zu inken, sie also mit schwarzer Tusche nachzufahren. 
1954 heiratete sie Barks, für den es die dritte Ehe war. Bis zu seinem Eintritt in den Ruhestand ging sie ihrer früheren Beschäftigung weiter nach und letterte seine Comics teilweise auch. 1983 zog das kinderlose Paar zurück in die Heimat von Carl Barks nach Oregon in die Stadt Grants Pass. 
In den letzten Jahren ihres Lebens litt Garé Barks an Lupus erythematodes. Anfang der 1990er Jahre verschlechterte sich ihr Zustand, und sie wurde von ihrem Mann, der 16 Jahre älter war, gepflegt, bis sie am 10. März 1993 im Alter von 75  Jahren starb. Ihr Mann überlebte sie um weitere sieben Jahre und starb im Sommer 2000 im 99. Lebensjahr. Er hatte seine Frau mehrfach in Comics verewigt, darunter 1958 in der Geschichte „Weihnachten in Entenhausen“.
Garé Barks fand ihre letzte Ruhestätte auf dem Hillcrest Memorial Park Cemetery in Grants Pass.